# Bagrus urostigma
Bagrus urostigma е вид лъчеперка от семейство Bagridae.

## Разпространение
Видът е разпространен в Кения.